# واردار
واردار (مقدونی: Вардар و یونانی: Αξιός) رودی در مقدونیه شمالی و یونان است که از گشتیفار در مقدونیه سرچشمه گرفته و به دریای اژه می‌ریزد. واردار با ۳۸۸ کیلومتر درازا، درازترین رود مقدونیه شمالی و دومین رود دراز یونان است.